# Renato Ribeiro Calixto
Renato Ribeiro Calixto (nacido el 4 de octubre de 1988) es un futbolista brasileño que se desempeña como delantero.
Jugó para clubes como el Coritiba, Londrina, Atlético Goianiense, Ponte Preta y Kawasaki Frontale.

## Trayectoria

### Clubes
| Club                | País   | Año         |
| ------------------- | ------ | ----------- |
| Coritiba            | Brasil | 2007 - 2013 |
| Londrina            | Brasil | 2008        |
| Atlético Goianiense | Brasil | 2010        |
| Ponte Preta         | Brasil | 2011        |
| Kawasaki Frontale   | Japón  | 2012 - 2015 |
| Guangzhou R&F       | China  | 2015 -      |